# Storia di Imperia
Il Comune d'Imperia è relativamente "giovane", essendo nato solo nel 1923. 
Per la storia precedente dei due nuclei principali che lo costituiscono, vedi separatamente quelle di Porto Maurizio e Oneglia.

## XX secolo. Gli anni venti: nascita della città

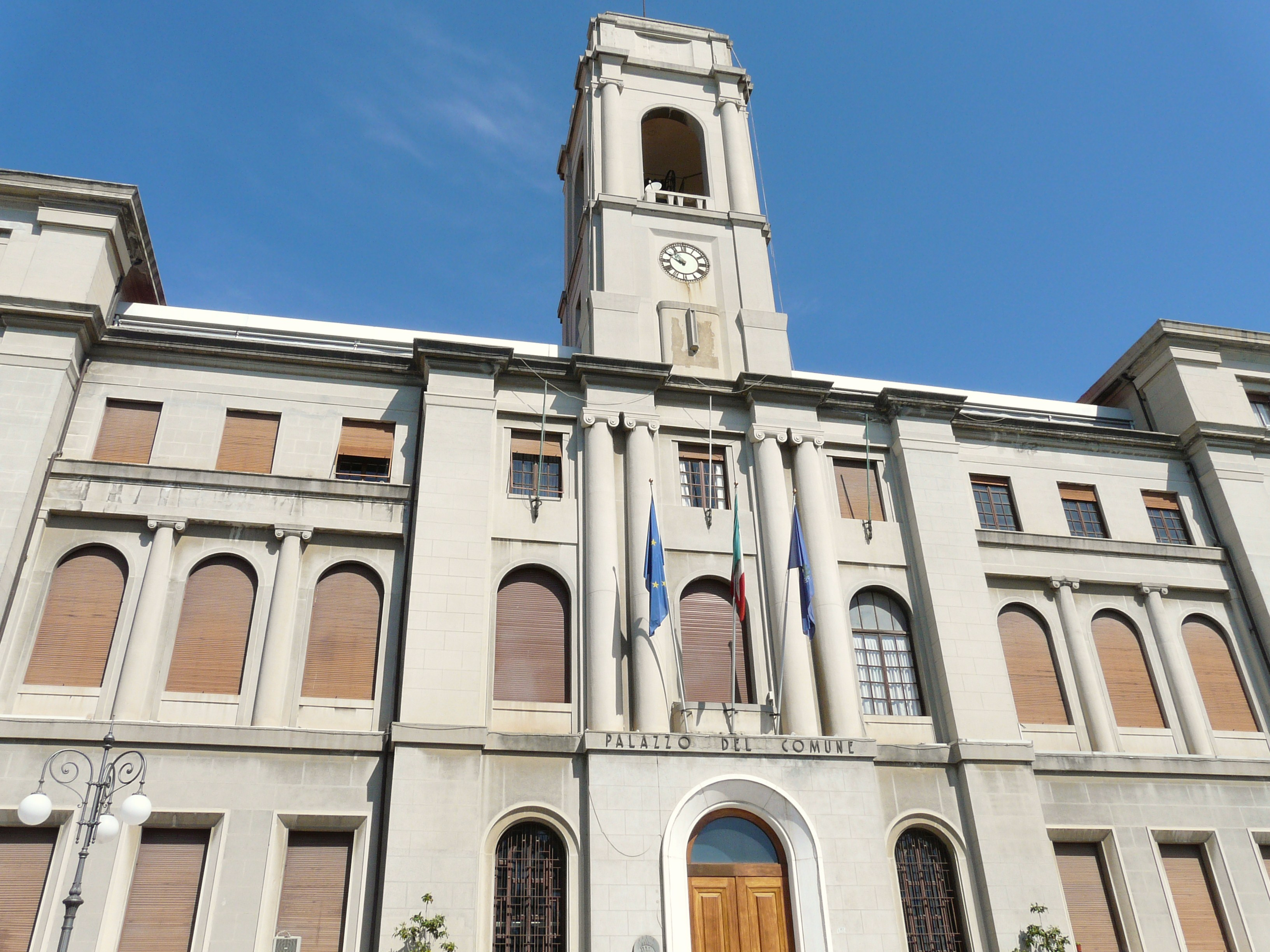
Il municipio di Imperia

Imperia nasce dalla fusione di due città, Oneglia e Porto Maurizio, e di due territori storicamente e geograficamente distinti.
L'unificazione delle due città, da anni dibattuta, fu resa possibile da una legge del 1922 con la quale il governo assumeva pieni poteri nel riordinamento della pubblica amministrazione. 

Il 21 ottobre 1923 un decreto reale di Vittorio Emanuele III stabilisce di riunire in un unico comune, denominato Imperia, gli undici preesistenti comuni di:
- Porto Maurizio
- Borgo Sant'Agata
- Caramagna Ligure
- Castelvecchio di Santa Maria Maggiore
- Costa d'Oneglia
- Poggi
- Torrazza
- Moltedo
- Montegrazie
- Piani
- Oneglia

Il testo del decreto è riprodotto in un grande affresco nella Sala Consiliare del Comune .
Si chiudeva così, per mano di un governo autoritario, un iter che si trascinava polemicamente da decenni a partire dall'Unità d'Italia in quanto, anche se le due città erano troppo vicine per non fondersi, prima o poi, in un solo comune, le modalità di questa unione erano troppo controverse e sentite dai rispettivi cittadini perché si potessero risolvere spontaneamente. 
Ad esempio, anche solo per la scelta del nome della futura città le polemiche non mancarono: furono proposti e scartati nomi come Porto Maurizio-Oneglia (giudicato troppo lungo), Portoneglia (ritenuto offensivo dai portorini perché il nome della loro cittadina risultava troncato), Porto Maurizio (come la precedente provincia, ma rifiutato dagli onegliesi che si ritenevano non rappresentati), più altri di fantasia. 
Fu infine scelto (o meglio imposto dall'alto) Imperia, dal nome "neutrale" del torrente Impero che le separava e che suonava particolarmente adatto per la politica patriottica dell'epoca.
Il progetto era quello di creare una città unica, su modello classicheggiante. Tracce di questa intenzione sono evidenti nell'architettura razionalista degli edifici civici costruiti in quegli anni: il Municipio, il Palazzo delle Poste, il Complesso I.N.C.I.S., l'Ufficio Tecnico Erariale ex caserma della MVSN, tutti estremamente simili all'architettura di quel tempo in altre parti d'Italia. Tutti questi edifici sono stati edificati nella zona pianeggiante tra Oneglia e Porto Maurizio.
Superato il clima di ostilità tra le due cittadine principali, cominciarono diversi studi per unificare in maniera concreta la città appena nata. Dunque, mentre si progettavano le linee di espansione di Oneglia e Porto Maurizio, si cercò di fare in modo che queste convergessero e si saldassero reciprocamente, per rafforzare l'unità del nuovo comune: in questo modo si ipotizzò la costruzione di un nuovo centro a metà tra i due insediamenti principali in una zona allora disabitata e, precisamente, nel luogo in cui le due cittadine – in passato rivali – ebbero numerosi scontri, anche armati (a questo proposito, i giardini di Piazza della Vittoria nacquero proprio colmando, anche simbolicamente, il fossato che aveva spesso fatto da teatro a questi scontri).
Oltre a queste intenzioni si pensò e si studiò il progetto di un porto turistico e commerciale unico che riunisse i due esistenti. Anche la costruzione di una stazione ferroviaria centrale con diramazione verso il Piemonte e, quindi, Torino (da sempre sogno irrealizzato di Cavour, che aveva dei possedimenti ad Oneglia) doveva avvicinare i due abitati.

## Il periodo bellico
I danni subiti nel corso della Seconda guerra mondiale fermarono ogni cantiere: la città fu più volte bombardata (in uno di questi bombardamenti fu anche distrutto il carcere di Oneglia.

Le zone antistanti il mare furono sfollate degli abitanti, minate e chiuse da un muro in cemento armato per impedire possibili sbarchi nemici.
Nel mese di maggio del 1945 Charles de Gaulle fece occupare la città e tutta la provincia da truppe francesi, i cosiddetti Tirailleur. Un ultimatum del presidente americano Truman impose alla Francia il ritiro oltre confine.

## Il dopoguerra
Questo è stato un periodo di crisi per la città: un'espansione poco controllata ha creato quartieri depressi, anche se in misura molto minore rispetto alle grandi città del nord. 
Per anni, Imperia ha coltivato l'intenzione di un creare un grande porto commerciale per lo sviluppo della città, sfruttando lo spazio sul mare fra i due centri. Sia la rivalità delle altre città liguri i cui porti erano allora in crisi (Genova soprattutto, ma anche Savona e La Spezia) che la mancanza di efficienti vie di comunicazione verso il Piemonte rivelarono questo progetto come troppo ambizioso.
La costruzione dell'ampio Lungomare Amerigo Vespucci tra i due nuclei urbani ha comportato un più rapido e agevole collegamento tra Oneglia e Porto Maurizio.

## XXI secolo
La spinta verso uno sviluppo turistico anziché industriale per la città è stata finalmente accettata da tutte le istituzioni che, anche per motivi ideologici, l'avevano per anni osteggiata ed è stata avviata la realizzazione del Porto turistico.
Nel 2016 è stata completata la nuova stazione ferroviaria di Imperia, costruita in seguito al progetto di raddoppio e spostamento a monte della linea ferroviaria da Andora a San Lorenzo al Mare, e che è andata a sostituire le due stazioni di Oneglia e Porto Maurizio.
La distanza tra le due cittadine non è più concepita come un ostacolo o un elemento sfavorevole, ma come un punto di forza che, tutto sommato, caratterizza in maniera particolare la forma urbis di questa città.

Imperia, proprio in questo periodo, sta attraversando una fase particolare in cui si punta a riequilibrare il rapporto tra il suo ruolo politico e la presenza di strutture idonee alla sua importanza, in relazione al suo titolo di capoluogo di Provincia (confronto con altre città quali Savona e La Spezia), ma anche in relazione al fattore turistico (confronto con centri quali Bordighera, Sanremo, Alassio). 
Tutti i progetti in via di approvazione e concretizzazione puntano, dunque, ad esaltare l'importanza di questa località, che vorrebbe porsi come vero centro del Ponente Ligure.